# Rudolf Fuchs (industriel)
Pour les articles homonymes, voir Fuchs.
Rudolf Fuchs (1809-1892), est un industriel et un journaliste hongrois du XIXe siècle.

## Biographie
Rudolf Fuchs né à Pest le 6 février 1809 de Keresztély (ou Christian) Fuchs (1775-1848), grossiste puis industriel et négociant de tabac, et de Johanna Szepessy (1787-1869).

### Fabrique Fuchs-Philips
Marchand grossiste, Rudolf Fuchs devient dans les années 1840 le dirigeant et le copropriétaire de la première usine hongroise de tabac et de cigares créée par leur père: "Fuchs-Philips & Co." (1832-1850) (Fuchs-Philips és Tarsa en hongrois), au numéro 23 de la rue Síp. Plus célèbre fabrique de tabac du pays, elle employait en permanence 300 à 400 ouvriers et produisait 25 à 30 millions de cigares par an. Lorsque le tabac devient en 1850 un monopole d'Etat, le Trésor rachète les grandes usines privées et ferme les petits ateliers. Pour l'usine Fuchs, la famille reçoit 135'000 forints. Le niveau de développement et la taille de l'usine sont attestés par l'inventaire dressé au moment de la réception par le trésor: 173 types de produits différents sont en stock avec près de 8 millions de cigares et 116 tonnes d'autres produits du tabac. Après une petite transformation, l'usine devient par la suite la "Fabrique royale hongroise de tabac d'Erzsébetváros" (Erzsébetvárosi Magyar Királyi Dohánygyár) (1851-1927).

### Entrepreneuriat
Il est président de la Chambre de commerce et d'industrie de Budapest de 1857 jusqu'à sa démission en 1859 mais reste, jusqu'à sa mort, membre du conseil d'administration de la Chambre et occupe des postes de direction dans de nombreux domaines connexes. Du 27 décembre 1857 au 10 mai 1859, il est président du comité de contrôle de la toute récente Académie de Commerce de Budapest, puis vice-président jusqu'en 1888. 
Jusqu'à la fin des années 1850 il est membre du comité artistique de la Société d'art de Budapest (Pesti Műegylet (hu)), auprès des peintres Miklós Barabás et Ágost Canzi (hu) ainsi que du mécène János comte Pejacsevich (en) et du curé de Lipótváros József Ráth.
Bénéficiant d'une solide réputation et d'une imposante fortune, il participe dans les années 1860 à la création de plusieurs établissements commerciaux de premiers plans. Il est l'un des fondateurs et longtemps directeur de la Première Compagnie hongroise d'assurance générale, et plus tard de la Banque Générale Hongroise de Crédit, dont il est le conseiller du directeur et le vice-président de 1868 à 1892. Il est aussi directeur de la minoterie de Pest (Pesti Hengermalom) et des chemins de fer Alföld–Fiumei Vasút (hu). 
Il s'occupe aussi dans les dernières années de sa vie de littérature technico-économique. Il laisse de nombreux échanges avec différents personnalités du monde économique, notamment avec l'éminent économiste américain Henry Charles Carey. Correspondant au Pester Lloyd, il se déclare un fervent partisan d'un système douanier protecteur.
Il meurt le 26 novembre 1892 à 84 ans et repose au cimetière national de Fiumei út. A son décès, ses actifs net s'élevaient à près d'un million et demi de forints (1'458 559 forints autrichiens, 1893), dont plus de 80 % étaient en valeurs mobilières : actions industrielles et d'établissements de crédit, obligations ferroviaires et gouvernementales. Seules une maison à Pest et une maison de campagne à Buda constituaient la propriété immobilière.

### Famille
Membre de la famille Fuchs, il est le beau-père de Konrád Burchard Bélaváry, du professeur Vilmos Schulek et du docteur en chirurgie et directeur d'hôpital Gyula Koller. Il est le neveu de l'évêque Johann Samuel Fuchs et le grand-père du peintre Oszkár Glatz.
Rudolf Fuchs épouse en 1840 à Budapest Carolina Weber (1822-1914), fille de Johann Ludwig Weber († 1836), important marchand-négociant de Triest et consul royal de Suède-Norvège à Triest, et de Josephina Renner von Oesterreicher († 1840). Carolina Weber est également la sœur du politicien Ludwig Weber (1809-1853) et la nièce du banquier et diplomate Joseph Friedrich Renner von Oesterreicher (1784-1865). Son autre, frère Frederic Weber (1808-1886), médecin praticien à Londres, est le beau-frère de Marie Benecke (1839-1897), fille du compositeur Felix Mendelssohn.

## Sources
- Judit Klement. Nagypolgár famíliák a 19. századi Pest-Budán és Budapesten. In: Tanulmányok Budapest Múltjából. XXXIII. 2006–2007. BTM, Budapest, 2007. 25–37.
- József Szinnyei. Magyar írók élete és munkái III (Fa–Gwóth). Budapest: Hornyánszky. 1894 sur mek.oszk.hu
- Vilmos Sándor. A Budapesti nagymalomipar kialakulása, 1839-1880 In "Tanulmanyok Budapest multjdbol", vol. 13. Budapest. 1959
- Éva Szőnyi. A Budapesti Kereskedelmi és Iparkamara Könyvtárának és Archívumának története, Université Loránd-Eötvös, Budapest. 2018.